# Lijst van voetbalinterlands Argentinië - Zuid-Korea
Deze lijst van voetbalinterlands is een overzicht van alle officiële voetbalwedstrijden tussen de nationale teams van Argentinië en Zuid-Korea. De landen speelden tot op heden vier keer tegen elkaar. De eerste ontmoeting, een vriendschappelijke wedstrijd, werd gespeeld in Singapore op 21 oktober 1984. Het laatste duel, een groepswedstrijd tijdens het Wereldkampioenschap voetbal 2010, vond plaats op 17 juni 2010 in Johannesburg (Zuid-Afrika).

## Wedstrijden
| № | Plaats       | Datum           | Competitie        | Wedstrijd               | Uitslag |
| - | ------------ | --------------- | ----------------- | ----------------------- | ------- |
| 1 | Singapore    | 21 oktober 1984 | Vriendschappelijk | Zuid-Korea − Argentinië | 2 − 2   |
| 2 | Mexico-Stad  | 2 juni 1986     | WK 1986           | Argentinië – Zuid-Korea | 3 – 1   |
| 3 | Seoul        | 11 juni 2003    | Vriendschappelijk | Zuid-Korea – Argentinië | 0 – 1   |
| 4 | Johannesburg | 17 juni 2010    | WK 2010           | Argentinië – Zuid-Korea | 4 – 1   |

## Samenvatting
| Competitie        | Totaal gespeeld | Winst Argentinië | Gelijk | Winst Zuid-Korea | Doelsaldo Argentinië – Zuid-Korea |
| ----------------- | --------------- | ---------------- | ------ | ---------------- | --------------------------------- |
| WK-eindronde      | 2               | 2                | 0      | 0                | 7 − 2                             |
| Vriendschappelijk | 2               | 1                | 1      | 0                | 3 − 2                             |
| Totaal            | 4               | 3                | 1      | 0                | 10 − 4                            |

Wedstrijden bepaald door strafschoppen worden, in lijn met de FIFA, als een gelijkspel gerekend.